# Richard Grune
 (février 2017).
Si vous disposez d'ouvrages ou d'articles de référence ou si vous connaissez des sites web de qualité traitant du thème abordé ici, merci de compléter l'article en donnant les références utiles à sa vérifiabilité et en les liant à la section « Notes et références ».
Richard Grune, né le 2 août 1903 à Flensburg et mort le 26 novembre 1984 à Kiel, est un artiste allemand.

## Biographie
Formé à l'école du Bauhaus à Weimar sous la direction de Paul Klee et Wassily Kandinsky, Richard Grune s'installe à Berlin en février 1933. Entre 1933 et 1945, le gouvernement nazi tente de purifier le peuple allemand qui ne correspondait pas à sa vision d'une « race aryenne ». Les homosexuels allemands feront partie de cette épuration nationale.
Dès février 1933, la police commence à faire fermer des bars et des clubs homosexuels. Les mois qui suivent vont perturber la vie publique et privée de tous les hommes et femmes homosexuels allemands. Richard Grune sera interpelé en décembre 1934 lors d'une vague d'arrestations à la suite de multiples dénonciations.
Lors de son interrogatoire, Grune admettra être homosexuel. Détenu pendant cinq mois, il sera jugé pour violation du paragraphe 175 en septembre 1936.
Condamné à une peine d'emprisonnement d'un an et trois mois, on estime que quelque 50 000 personnes purgeaient, comme lui, des peines de prison pour homosexualité.
À sa libération, la Gestapo estimera que la peine avait été trop indulgente. Au début d'octobre 1937, Grune fut envoyé au camp de concentration de Sachsenhausen, où il restera jusqu'à son transfert au camp de Flossenbürg début avril 1940. Il restera dans le camp de Flossenbürg jusqu'en 1945.
Libéré en 1945 par les américains, il rejoignit sa sœur à Kiel. Puis il passa la majeure partie du reste de sa vie en Espagne, mais retourna plus tard à Kiel, où il mourut en 1983.

## Œuvres
Afin d'attirer l'attention sur la terreur des camps de concentration, Richard Grune publia, en 1947, un portfolio de dix de ses dessins lithographiés en édition limitée. Son travail reflète généralement ce qu'il a vécu dans les camps de concentration de Sachsenhausen et de Flossenbürg. Certaines images sont basées sur des informations d'autres survivants. Le portfolio est l'un des témoignages graphiques les plus importants du cauchemar quotidien des camps de concentration nazis à avoir été publié dans l'immédiate après-guerre. Intitulé Passion des XX. Jahrhunderts (Passion du XXe siècle), ce portfolio de 22 pages représente 10 dessins de Grune lithographiés et publiés chez l'éditeur allemand Keune.
Il est consultable au Schwules Museum, Berlin / United States Holocaust Memorial Museum,,.